# Traité de Madrid (1670)
Pour les articles homonymes, voir Traité de Madrid.
Le traité de Madrid, signé le 18 juillet 1670, était un traité entre l'Angleterre et l'Espagne. Selon les termes du traité, l'Espagne reconnaissait les possessions britanniques de la mer des Caraïbes. 
L'Angleterre prit formellement le contrôle de la Jamaïque et des îles Caïmans après la signature du traité. L'Espagne accepta aussi de permettre aux bateaux anglais de se déplacer librement dans les Caraïbes. En outre, chacun des deux pays accepta de ne pas faire de commerce sur le territoire de l'autre. 
L'Espagne et l'Angleterre légitiment ainsi leurs possessions respectives dans les Caraïbes et décident d'un commun accord de mettre fin à la piraterie dans leurs territoires respectifs, ce qui n'empêcha par en 1671, le chef pirate Henry Morgan d'effectuer la mise à sac de la ville de Panama.